# Found by You
«Found by You» —en español: «Encontrado por ti»— es una canción versión acústica de la cantante estadounidense Britt Nicole último sencillo de su álbum Acústico, siendo curiosamente el último sencillo de Britt Nicole, en el momento ya que prepara una nueva producción discográfica para el 2012, la canción ocupó el puesto número 22 en los Billboard Hot Christians 2011 pero esta canción fue muy popular en Alabama donde ocupó por 21 semanas consecutivas el primer lugar.
La canción está escrita por Britt Nicole en colaboración de Brandon Heath

## Tracklisting

### En Vivo
- Tour Britt Nicole 2011